# Лаонома
Лаонома је у грчкој митологији било име више личности.

## Етимологија
Име Лаонома има значење „закон за народ“.

## Митологија
- Била је Гунејева кћерка и једна од могућих Амфитрионових мајки. Њен супруг је био Алкеј, Персејев син. Са њим је имала и кћерке Анаксо и Перимеду.[2] Према неким изворима о њој нема других прича.[3] Међутим, она се помињала и као Хераклова љубавница, када је Херакла Еуристеј протерао из Арголиде због наводне завере.[1]
- Лаонома је била Амфитрионова кћерка, коју је имао са Алкменом и која је била удата за Аргонаута Еуфема.[4] Неки извори је наводе као Хераклову сестру.[5]
- У Хомеровој „Илијади“, била је супруга Ходедока, са којим је имала синове Ојлеја[6] и Калијара[7].
- У истом делу се помињала и Хераклова сестра, Лаонома, која је била удата за Полифема.[8]